# Eublemmara
Eublemmara — рід совкових з підродини совок-п'ядунів, який зустрічається в Анголі.

## Систематика
У складі роду:
- Eublemmara tandoana Bethune-Baker, 1911